# Maciej Zakrzewicz
Maciej Jacek Zakrzewicz (ur. 26 czerwca 1971) – polski inżynier, doktor habilitowany nauk technicznych. Specjalizuje się w eksploracji danych, systemach baz danych i hurtowniach danych oraz architekturach aplikacji internetowych. Profesor nadzwyczajny Wydziału Informatyki Politechniki Poznańskiej oraz poznańskiego Collegium Da Vinci.

## Życiorys
Studia ukończył na Wydziale Elektrycznym Politechniki Poznańskiej w 1995 roku, a rok wcześniej został zatrudniony w Instytucie Informatyki tej uczelni. W 1994 rozpoczął pracę w Poznańskim Centrum Superkomputerowo-Sieciowym. Stopień doktorski uzyskał w 1998 na podstawie pracy pt. Przetwarzanie żądań odkrywania reguł asocjacyjnych w bazach danych, przygotowanej pod kierunkiem prof. Tadeusza Morzego. W tym samym roku rozpoczął współpracę z wolfsburskim kampusem niemieckiej uczelni Fachhochschule Braunschweig/Wolfenbüttel. Trzy lata później odbył staż także na amerykańskim Loyola University w Nowym Orleanie. Habilitował się w 2004 na podstawie dorobku naukowego i rozprawy dotyczącej systemów baz danych pt. Optymalizacja wykonania zapytań eksploracyjnych w systemach baz danych.
W pracy badawczej zajmuje się takimi zagadnieniami jak: eksploracja danych (data mining), systemy baz danych i hurtowni danych oraz architektury aplikacji internetowych. Członek i działacz Stowarzyszenia E-learningu Akademickiego.
Jest współautorem (wraz z R. Wremblem i J. Jezierskim) podręcznika pt. System zarządzania bazą danych Oracle 7 i Oracle 8 (wyd. Poznań, Nakom 1999, ISBN 83-86969-34-2). Artykuły publikował w takich czasopismach jak m.in.: Advances in Knowledge Discovery and Data Mining, Foundations of Computing and Decision Sciences oraz Principles of Data Mining and Knowledge Discovery.